# Pfarrkirche Frankenfels

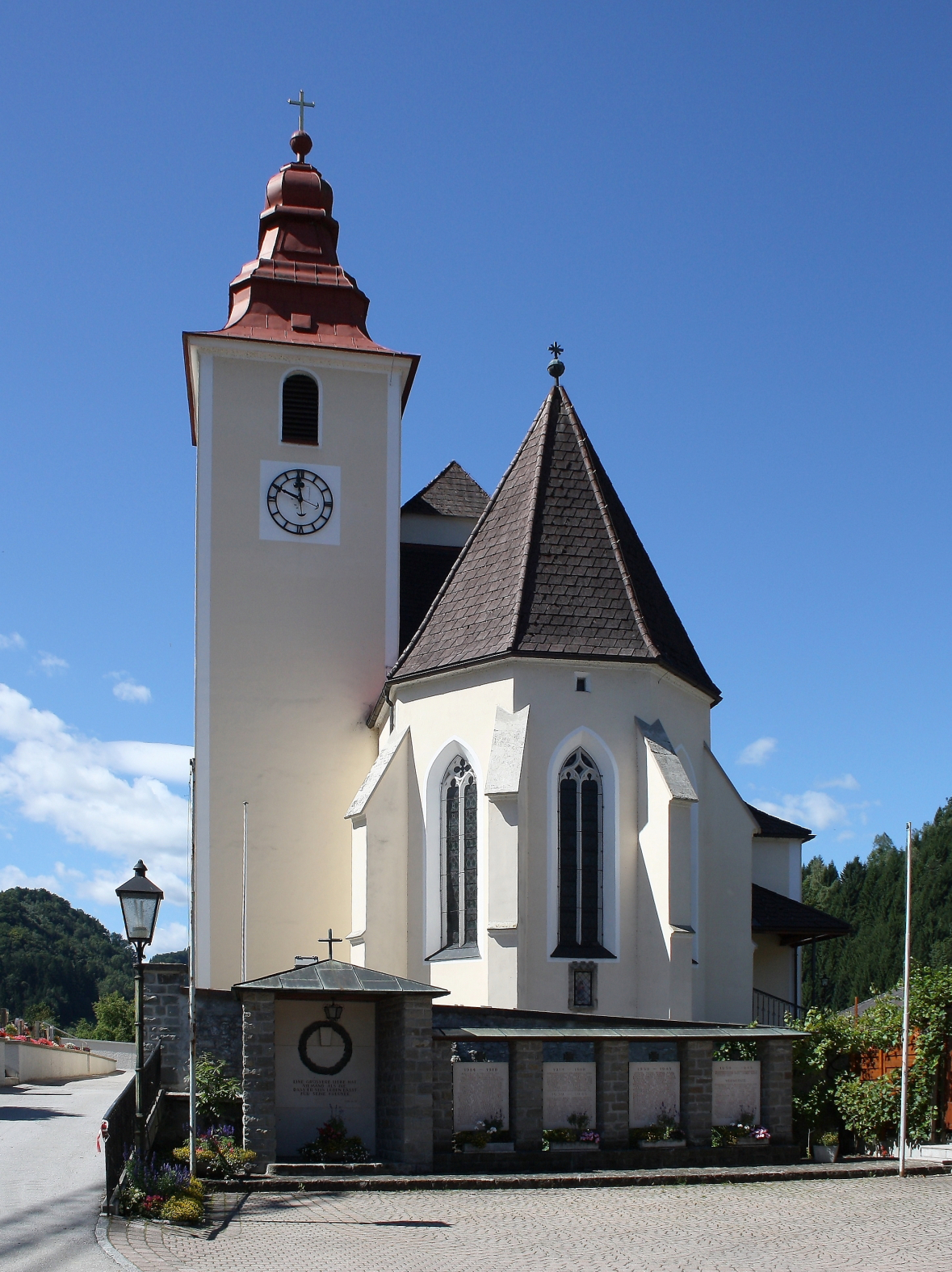
Nordostansicht der Pfarrkirche Frankenfels mit Soldatendenkmal

Die Pfarrkirche Frankenfels befindet sich in der katholischen Pfarre von Frankenfels, einer Marktgemeinde im Bezirk Sankt Pölten-Land in Niederösterreich. Der Sakralbau befindet sich in erhöhter Lage im südöstlichen Ortsbereich und ist südseitig von einem ummauerten Friedhof umgeben. Die Kirche ist der Heiligen Margaretha geweiht und dem Dekanat Scheibbs unterstellt. Kirche und der umgebende Friedhof stehen unter Denkmalschutz (Listeneintrag).

## Geschichte

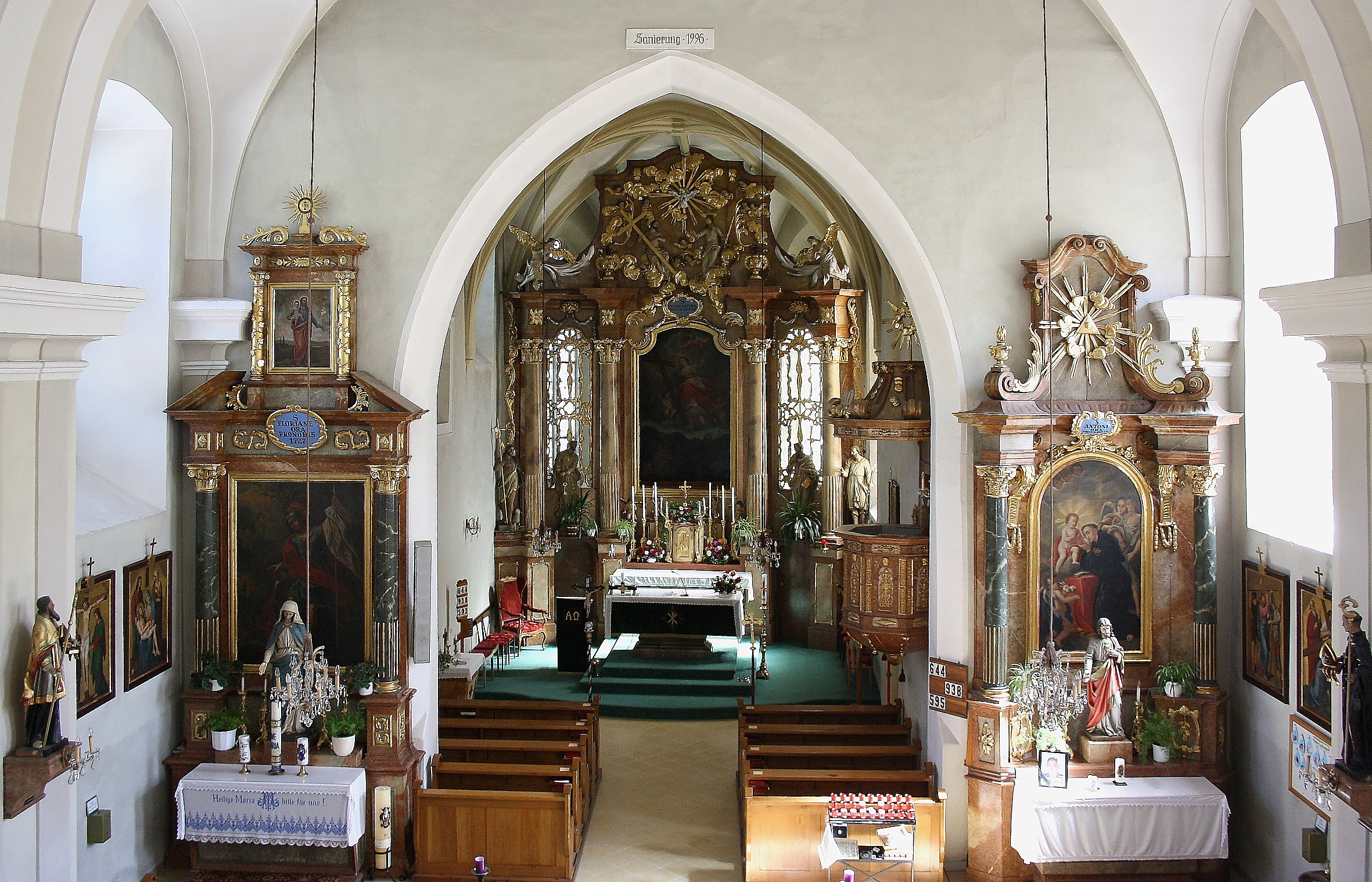
Innenansicht Richtung Altar

Die Kirche wurde 1290 im romanischen Baustil unter dem Patronat der jeweiligen Besitzer der Burg Weißenburg errichtet. Diese sorgten auch für den Unterhalt der Priester. Anfangs war die Pfarre Frankenfels der Pfarre Kilb unterstellt, bis sie 1429 eigenständig wurde. Diesem Status entsprechend wurde Mitte des 15. Jahrhunderts ein neuer größerer Chor mit Glockenturm ergänzt.
1580 ist in Frankenfels der evangelisch-lutherische Pfarrer Thomas Kreblacher erwähnt. Erst 1641 findet sich wieder ein katholischer Pfarrer namens Elisäus Klett, da nun Graf Gotthard von Tattenbach auf der Weißenburg residierte. Er ist 1649 verstorben und wurde mit seiner Frau Sarah Sophia in der Gruft der Kirche beigesetzt, woran ein prunkvolles Epitaph aus rotem Marmor erinnert.
Von 1723 bis 1727 wurde das Bauwerk von der Adelsfamilie Liechtenstein durch den Anbau eines Langhauses mit einem Schiff und zwei Seitenaltären vergrößert und barockisiert. 1777 wurde der aktuelle Hochaltar neu gebaut. Das heutige Altarsgemälde kam allerdings erst 1858 hinzu. Das damals zur Pfarre Frankenfels gehörige Gebiet von Schwarzenbach an der Pielach wurde 1787 selbständig. 1804 wurde die Pfarre Puchenstuben von Frankenfels gelöst und selbständig.
1858 wurde die Kirche modernisiert.
Zwischen 1885 und 1894 wurde der Pfarrhof, das Wirtschaftsgebäude und die Kirche renoviert, wobei wohl auch der Glockenturm erhöht wurde und mit einem neubarocken Abschluss versehen wurde. 1894 wurden auch Kreuzweg-Gemälde von der Firma Johann Heindl’s kirchliche Kunst- und Paramenten-Handlung aus Wien angeschafft. Die Kosten von 1000 Gulden wurden durch Spenden finanziert.
Die historisierenden Glasmalereien stammen aus dem Jahre 1911. Etwa zu dieser Zeit ergänzte man auch die Kreuzwegdarstellung im spätnazarenischen Stil.
Einige Häuser des heutigen Gemeindegebietes in der Tiefgrabenrotte gehörten bis nach der zweiten Hälfte des 20. Jahrhunderts zur Pfarre St. Gotthard, die Wiesrotte gehört zur Pfarre Plankenstein (beide im Gemeindegebiet von Texingtal).
Die letzte größere Renovierung erfolgte 1996. Am 1. September 1996 wurden die Arbeiten abgeschlossen und der neue Pfarrer Alois Brunner vorgestellt. Die Außenrenovierung wurde 1997 fertig gestellt. Zwischen 2010 und 2012 wurde das Pfarrheim gebaut, das als Haus der Mitte bezeichnet wird.
Die Orgel aus 1972 mit 15. Registern wurde von Gebrüder Krenn aus Graz errichtet.

### Liste der Pfarrer in Frankenfels
- Thomas Kreblacher
- Elisäus Klett (ab 1641)

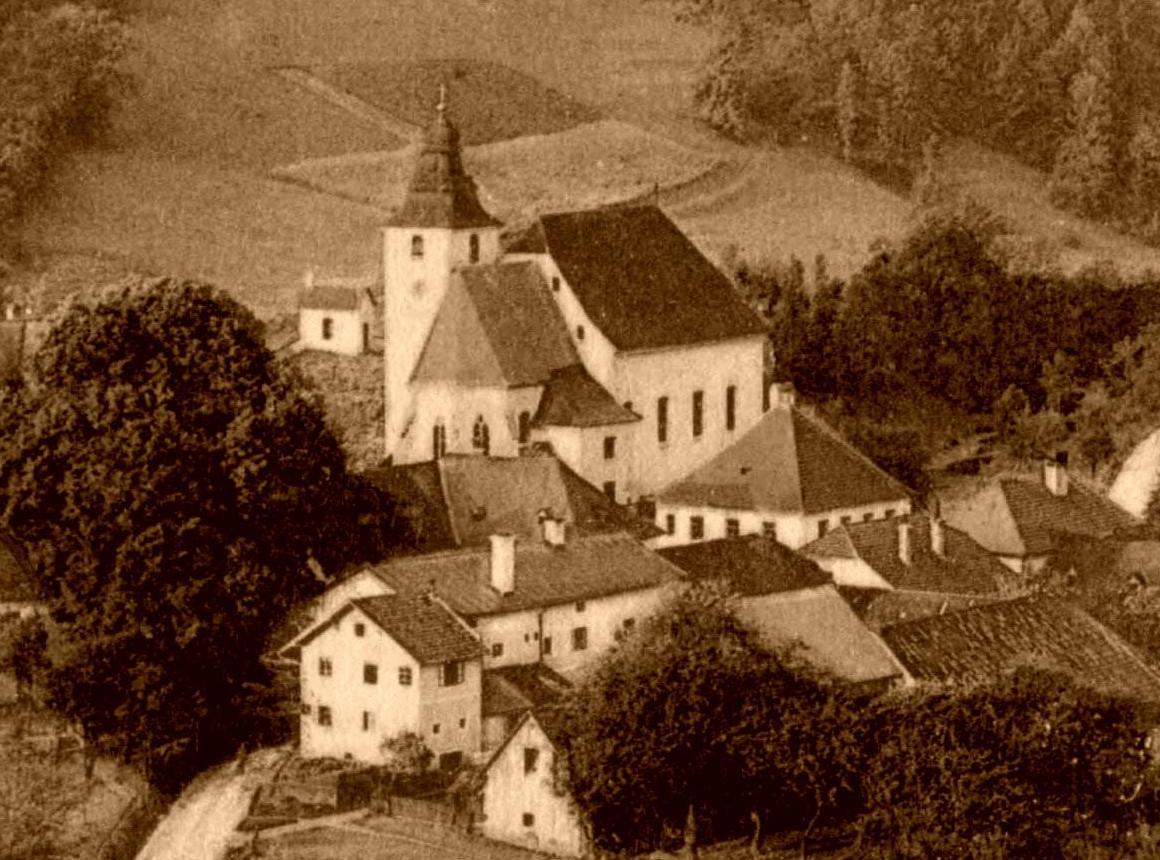
Pfarrkirche Frankenfels um 1928

- Josef Wiesinger (1855–1869 – später Pfarrer in Kirchberg an der Pielach, dann Dechant in Wilhelmsburg, als Joseph III. Wiesinger Probst im Kollegiatstift Eisgarn und Rektor in der Amstettner Klosterkirche der Schulschwestern)[2]
- Martin Ströbitzer (1869–1885)[3]
- Leopold Brosenbauer (1885–1894)[4]
- Franz Schweiger (1894–1909)
- Stephan Zötl (1909–1910)
- Anton Christian (1910–1946)
- Josef Stangl (1946–1966)
- Josef Wagner (1966–1994)
- Paul Wresinski (1994–1996)
- Alois Brunner (1996–2019)[5]

## Sonstiges
In der Nähe der Kirche befindet sich der Friedhof, das Kriegerdenkmal und eine Statue des Heiligen Johannes Nepomuk, welche 1709 errichtet wurde und bis 1961 beim Annakreuz stand.

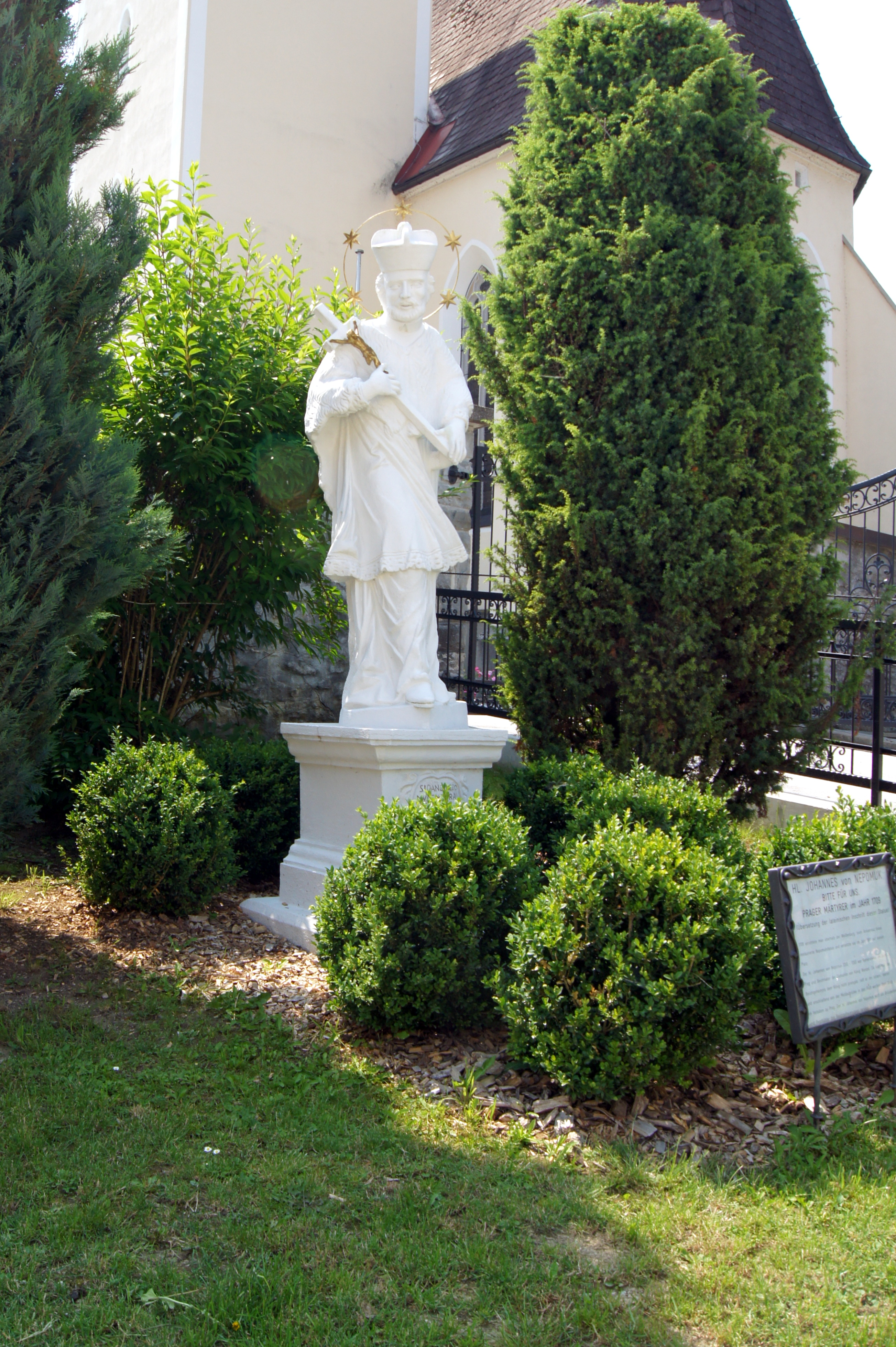
Johannes Nepomuk-Statue, die bis 1961 beim Annakreuz stand